# Jakob Ben Chaim Ibn Adonia
Jakob Ben Chaim Ibn Adonia (hebräisch יעקב בן חיים אבן אדוניהו; geboren um 1470 in Tunis; gestorben vor 1538) war ein Exeget der hebräischen Bibel. Er untersuchte die Notationen des masoretischen Textes und schuf auf dieser Grundlage unter anderem eine einflussreiche Ausgabe des Tanach, die so genannte Mikraot Gedolot.

## Leben
Ben Chaim verließ zu Beginn des 16. Jahrhunderts seine nordafrikanische Heimat, um Judenpogromen zu entgehen, welche damals dort ausbrachen. Nach Aufenthalten in Rom und Florenz kam er nach Venedig, wo er bei Daniel Bomberg als Herausgeber und Korrektor der hebräischen Druckwerke beschäftigt war. Er konvertierte in fortgeschrittenem Alter zum Christentum.
Ben Chaim machte sich vor allem mit seiner Ausgabe der des Tanachs (1524–1525) einen Namen. Diese Bibelausgabe enthält masoretische Hinweise und eine Einführung mit textkritischer Diskussion über die Masora, das Ketib und Qere sowie Unterschiede zwischen den Talmudisten und der Masora. Der Wert seiner Tätigkeit als kritischer Vermittler der Masora wurde u. a. von Elia Levita anerkannt, der aber seine Auswahl bemängelte.
Ben Chajims Einführung in die rabbinische Bibel wurde von Claude Capellus im Jahr 1667 ins Lateinische und 1867 von Christian David Ginsburg ins Englische übersetzt.
Außerdem schrieb Ben Chajim 1527 eine Abhandlung über die Targumim, die seinen Ausgaben des Pentateuchs vorangestellt ist. Er bearbeitete die Editio Princeps des Jerusalemer Talmuds (1523), die Mischne Tora von Maimonides und viele andere Werke, die Daniel Bomberg drucken ließ.

## Werke

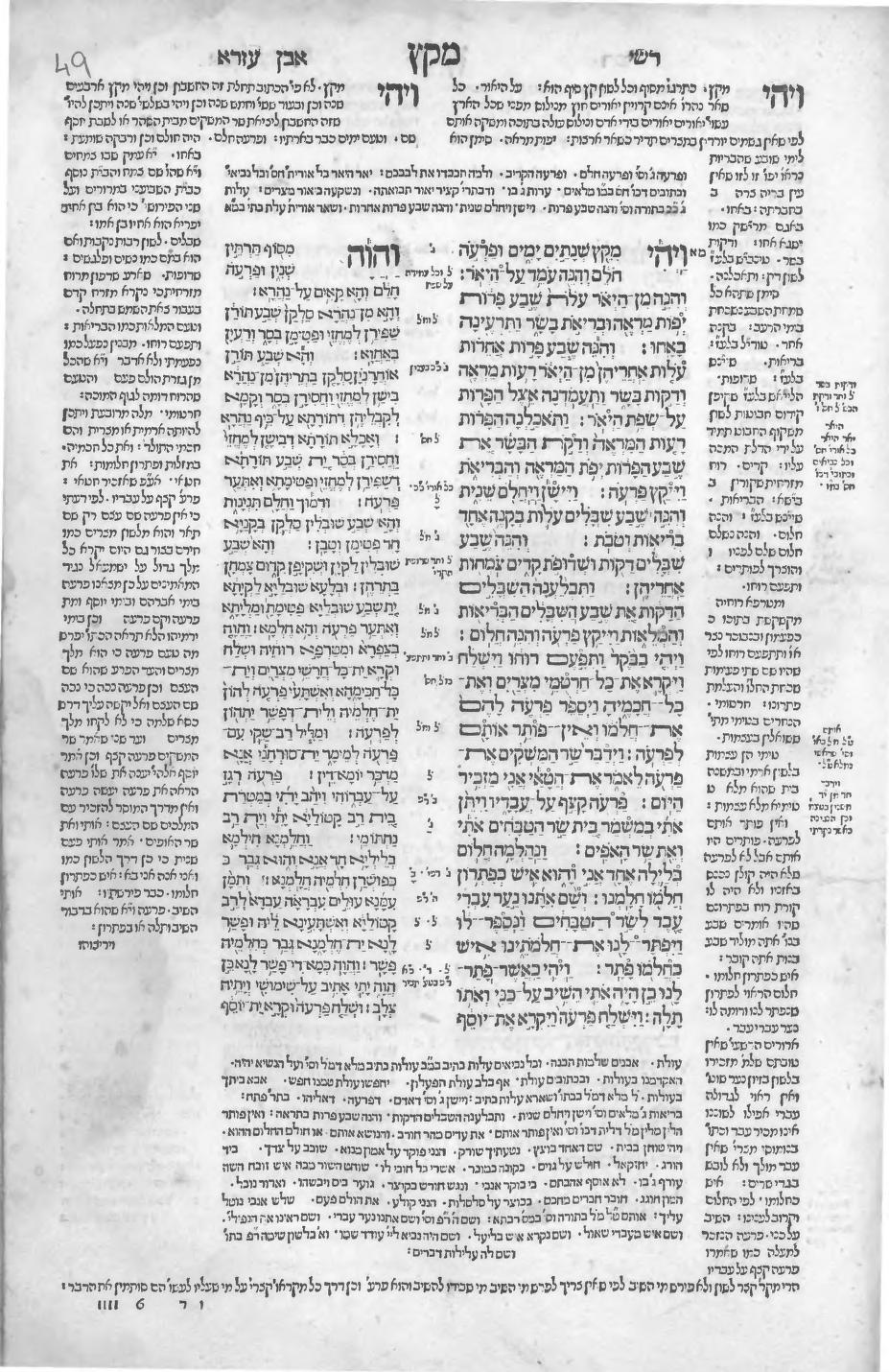
Eine Seite der 2. Mikraot Gedolot von Jacob Ben Chajim Ibn Adonijah, 1524; in der Mitte der Anfang des Wochenabschnitts Mikez (Bereschit/1. Buch Mose 41 nach dem hebräischen Original und Targum Onkelos), umrahmt von den Kommentaren von Raschi (rechts) und Abraham ibn Esra (links).

- Jacob Ben Chajim Ibn Adonijah's Introduction to the Rabbinic Bible, London, 1867; 
Digitalisat: Ginsburg, 1867: Jacob Ben Chajim Ibn Adonijah's Introduction to the Rabbinic Bible.
- The Second Rabbinic Bible (Mikraot Gedolot) (מקראות גדולות) Volume I, Yaakov ben Hayyim, 1524; 
Digitalisat: Yaakov ben Hayyim, 1524: The Second Rabbinic Bible